# Надзвичайний
«Надзвичайний» (фр. «le Magnifique») — французька кінокомедія 1973 року, знята режисером Філіппом де Брокою, з Жаном-Полем Бельмондо у головній ролі.
Українською переклав і транслював фільм канал Інтер.

## Сюжет
Перші дев'ятнадцять хвилин стрічки перед глядачами розгортається пародійний шпигунський трилер. Агента французької розвідки Родрігеса, що виконує потаємну місію в Бразилії, ворожі агенти захоплюють на гелікоптері прямо з телефонною кабінкою, яку скидають у море. Та на цьому нещастя Родрігеса не завершуються. На дні очікують аквалангісти, які нацьковують акулу, а та розриває Родрігеса просто в кабінці.
Полковник Колінз, оглядаючи потім труп Родрігеса, радиться з генералом Понтобером, приходять до висновку, щоб над світом нависла загроза. Тому слід вдатися до крайніх заходів — залучити суперагента Боба Сен-Клера, який в цей час, за словами генерала, на Близькому Сході. Генерал зв'язується з Бобом по телефону, на питання генерала «як справи?», Боб відповідає «нудьга, рутина», хоча водночас із телефонною розмовою б'ється в палаці з бандою арабських терористів.
З прибуттям до Франції в аеропорту Орлі на Боба Сенклера здійснюється замах, у сутичці з терористами Бобу вдається поранити та полонити одного. Із документів полоненого стає відомо, що він підданий республіки Алвазії. Але Бобу потрібен перекладач з алвазійської. Як з'ясовується агентство знайшло лише одну людину, яка розуміє алвазійську, але це румун, румунську знає тільки серб, серба розуміє росіянин, росіянина чех, а чеха француз. Із допиту Боб дізнається, що на нього полює давній ворог, полковник алвазійської розвідки Карпов. Щоб спіймати полковника, Боб Сен-Клер вирушає до Південної Америки, де в поміч йому стає агентка Діана. Дорогою до готелю Боб Сен-Клер мимохідь розправляється зі шпигунами Карпов. У спілкуванні з Діаною Боб доводить, що він не лише машина для вбивств, а вельми різнобічна особистість: розчулюється від роздумів над сутністю природи, з фізичним тренуванням поєднує гру на роялі, виконуючи класичні твори, цитує власні вірші. Прогулюючись з Діаною узбережжям океану, пара стикається у бою з терористами Карпова. Раптом, у самій гущавині бою, на пляжі з'являється домогосподарка з пилососом.
На двадцятій хвилині стрічки з'ясовується, що «бондіанське» дійство — то сюжет роману письменника Франсуа Мерлена. В образі Боба Сен-Клера він сублімує все, чого йому бракує у житті: рішучості, популярності у жінок, грошей. На сторінках роману, в подобі створеного ним суперагента Боба Сен-Клера, Мерлен зваблює сусідку-красуню Крістін, яка у творі, в образі Діани, розправляється у вигаданому світі з нахабою електриком. Найголовніший ворог Франсуа у реальному житті — пихатий видавець Шарон, у романі зображений в образі Карпова.
Франсуа Мерлен мріє колись написати «справжній» роман, однак змушений виконувати замовлення Шарона, конвеєром пишучи бульварне чтиво. Часто страждаючи від кризи жанру, він то не може вигадати за Карпова переконливі тортури для Боба Сенклера (у щура, який має увіп'ятися в зад Бобу Сен-Клеру, зуби змащені ціаністим калієм), то заходить у глухий кут від безглуздого сюжету з убивством полковника Колінза, якого розчавили в пресі для металу.
Якось, Крістін, шукаючи водопровідника, зазирає до Франсуа Мерлена, від якого комунальні служби тільки-но пішли так і не виконавши свою роботу, посилаючись на взаємносуперечливі інструкції. Мерлен у романі починає розправлятися з водопровідниками, що постають охоронцями Карпова. Крістін бачить книжкові полиці, заставлені його романами, яких налічується 41, і бере один почитати. Натхненний її увагою, письменник стає чепуритися, слідкує за власним здоров'ям і порядком у квартирі. В той де час він розгніваний тим, що мусить коритися видавцеві й писати на догоду публіці.
Крістін працює соціологом у міжнародному соціологічному центрі і в неї з'являється ідея написання дисертації про феномен Боба Сен-Клера. Адже книги про цього героя читають мільйони людей. Мерлен, у свою чергу, розцінює захоплення Крістін Бобом Сен-Клером як те, що його кохана дівчина захоплюється літературним типажем, а не ним самим. Отож, вигаданий агент розвідки, персонаж письменника, стає його ворогом. Аби розправитися з Бобом Сен-Клером, Франсуа намагається виставити його незграбою, невігласом і невдахою, який плутає Баха з Генделем, попадається в безглузду пастку, живе в халупі із очерету, переймається подряпаним пальцем, який треба щогодини відпарювати, і врешті помирає від гангрени у лікарні для бездомних.
В пошуках матеріалів Крістін знайомиться з Шароном, який виставляє себе запорукою успіху Франсуа, а його самого — ледарем. Насправді Шарон хоче просто звабити дівчину, для чого запрошує її на зустріч. Читаючи далі книги, Крістін розуміє, що в образі Боба Франсуа хоче бачити себе, замаскувати власну нерішучість і сентиментальність, які вважає зовсім негідними «справжнього» чоловіка. Крістін вирішує піти рятувати Франсуа замість побачення з Шароном. Вона бачить, що позбувшись свого альтер-его, письменник став розкутим і навіть нахабним. Таким чином, Франсуа і Боб помінялися місцями. Крістін отямлює його ляпасом.
Франсуа зізнається, що більше не хоче писати, але Крістін переконує його, що герой, яким би захоплювалися читачі, цілком може бути чутливим і романтичним. Письменник вирішує почати наступний роман заново. Шарон тим часом приїздить до Крістін додому і напоює її. Франсуа, побачивши це у вікно, описує як нова коханка Боба зраджує з Карповим. Тепер вона стає на сторінках невдахою, а Боба письменник на зло Крістін робить геєм, який взаємно закохується в Карпова.
Зранку Франсуа дізнається, що Крістін вибила Шарону око та прийшла під двері Франсуа, де заснула. Зрозумівши, що зради не було, він забирає дівчину до себе, а рукопис роману викидає з балкона.

## У ролях
- Жан-Поль Бельмондо — Франсуа Мерлен / суперагент Боб Сен-Клер
- Жаклін Біссет — Крістін / суперагент Діана
- Вітторіо Капрілі — видавець Шаррон / начальник секретної служби Карпов
- Ганс Маєр — полковник Колінз
- Монік Тарбес — місіс Бергер
- Раймон Жером — генерал Понтобер
- Юбер Дешам — продавець друкарської машинки
- Маріо Давид — другорядна роль
- Жан Лефевр — електрик
- Андре Вебер — другорядна роль
- Юбер Дешам — другорядна роль
- Бернар Мюссон — другорядна роль
- Родріго Пуебла — Бенсон
- Жан-П'єр Рамбаль — другорядна роль
- Гаетан Ноель — другорядна роль
- Роже Мюні — другорядна роль
- Бруно Гарсен — Пілу
- Макс Деро — другорядна роль
- Робер Беррі — другорядна роль
- Люсьєн Легран — другорядна роль
- Фабріціо Мореско — другорядна роль
- Себастьєн Флош — другорядна роль
- Лора Мутуссамі — другорядна роль
- Мішель Томасс — другорядна роль
- Рене Баррера — китаєць / "наречена"
- Міша Байяр — другорядна роль
- Моріс Озель — другорядна роль
- Жак Берар — другорядна роль
- Філіпп де Брока — другорядна роль
- Анрі Черняк — другорядна роль
- Рауль Гілад — другорядна роль
- Шарлі Кубессер'ян — другорядна роль
- Луї Наварре — другорядна роль

## Знімальна група
- Режисер — Філіпп де Брока
- Сценаристи — Філіпп де Брока, Вітторіо Капріолі, Жан-Поль Раппно, Франсіс Вебер
- Оператор — Рене Матлен
- Композитор — Клод Боллен
- Художник — Франсуа де Ламот
- Продюсери — Робер Амон, Жорж Дансіжер, Олександр Мнушкін